# Arcenant
Arcenant település Franciaországban, Côte-d’Or megyében. Lakosainak száma 510 fő (2022. január 1.). Arcenant Chevannes, Marey-lès-Fussey, Détain-et-Bruant, Fussey és Meuilley községekkel határos.

## Népesség
A település népességének változása:
| Lakosok száma | 271  | 257  | 414  | 474  | 514  | 512  | 507  | 507  | 505  | 510  |
|               | 1968 | 1982 | 1990 | 2006 | 2013 | 2015 | 2017 | 2019 | 2020 | 2022 |